# Béguinage de Tongres
 (mars 2017).
Si vous disposez d'ouvrages ou d'articles de référence ou si vous connaissez des sites web de qualité traitant du thème abordé ici, merci de compléter l'article en donnant les références utiles à sa vérifiabilité et en les liant à la section « Notes et références ».
Le béguinage de Tongres (en néerlandais : Begijnhof van Tongeren), ou béguinage Sainte-Catherine, est un béguinage situé dans la ville belge de Tongres. Fondé au XIIIe siècle, il est l'un des plus anciens béguinages de Flandre.
Le béguinage est de type urbain et situé au sud-est du centre-ville.
En 1998, il a été classé au titre du patrimoine de l'humanité par l'UNESCO avec douze autres béguinages flamands.

## Historique
Dès avant 1239, il y avait à Tongres un certain nombre de béguines, qui vivaient près de l’ancien hospice Saint-Jacques (Sint-Jacobsgasthuis), à proximité de la Kruispoort. Afin de mieux défendre les Tongrois contre les incursions, une muraille d’enceinte a été construite autour du centre entre 1240 et 1290 ; compte tenu que la zone résidentielle des béguines s’était retrouvée à l’extérieur des murs de la ville, les béguines se sont vu attribuer en 1257 un terrain près de la rivière Geer et de la Moerenpoort. Si désormais le béguinage se trouvait à l’intérieur des murs de la ville, le béguinage, étant complètement emmuré, restait cependant séparé du reste de la ville. Dans les premiers siècles, le béguinage a connu une histoire tranquille, s’accompagnant d’une croissance modeste. Seule la partie centrale autour de l’église Sainte-Catherine était bâtie ; les autres parties du site hébergeaient un cimetière et un verger.
Après une longue période de prospérité tranquille est advenu le turbulent XVIe siècle, où les béguines ont eu beaucoup à souffrir des luttes croissantes entre catholiques et protestants. Dans la seconde moitié du XVIe siècle, une escalade s’est produite où les possessions des béguines ont été pillées et détruites. Après la Contre-Réforme, le béguinage a vécu au XVIIe siècle une période de prospérité sans précédent. Les béguines étaient aisées et les maisons en bois ont été remplacées par des maisons en pierre. Entre 1610 et 1716, le site a été entièrement bâti. En 1677, cette floraison faillit prendre fin brusquement : Tongres est touché par un grand incendie, mais grâce à un compromis avec les troupes françaises, le béguinage est épargné par ce désastre. Au début du XVIIIe siècle, le béguinage atteint son apogée, comptant alors près de 100 maisons et plus de 300 béguines. 
Le béguinage a été construit autour de huit rues. Il y avait aussi trois puits et quelques bâtiments publics. Pendant la Révolution française, en 1794, le béguinage est exproprié par l’occupant français et revendu à des particuliers. En 1818, l’unique porte du béguinage a été démolie, puis en 1841, la guérite adjacente et une partie du mur de clôture du béguinage ont été démolies à leur tour. D’autres portions du mur de clôture ont été transformées en habitations et intégrées dans les façades ; dans les maisons donnant sur le dehors, le mur d’origine est encore clairement reconnaissable dans la façade. L’ancien cimetière du béguinage a également été entièrement dégagé et transformé en cour intérieure. Le béguinage est ainsi devenu de moins en moins une « ville dans la ville », tendant à se dissoudre dans le reste du centre-ville.